# Chimonanthus
Chimonanthus is een geslacht uit de familie Calycanthaceae. Het geslacht telt zes soorten die voorkomen in China.

## Soorten
- Chimonanthus campanulatus R.H.Chang & C.S.Ding
- Chimonanthus grammatus M.C.Liu
- Chimonanthus nitens Oliv.
- Chimonanthus praecox (L.) (L.) Link
- Chimonanthus salicifolius S.Y.Hu
- Chimonanthus zhejiangensis M.C.Liu

Calycanthus · 
Chimonanthus · 
Idiospermum